# Kaituna Falls
Die Kaituna Falls (auch bekannt als Trout Pool Falls) sind ein Wasserfall auf der Nordinsel Neuseelands. Er liegt im Lauf des Kaituna River im Gebiet der Ortschaft Okere Falls in der Region Bay of Plenty. Die Kaituna Falls gehören neben den Okere Falls und den Tutea Falls zu einem Komplex dreier dicht aufeinanderfolgender, raftingfähiger Stromschnellen.
Vom New Zealand State Highway 33 zweigt im Ort Okere Falls die Okere Falls Road, die nach etwa 200 Metern in die Trout Pool Road übergeht. Am Ende dieser Straße befindet sich ein kleiner Parkplatz mit direktem Zugang zum Wasserfall.